# Allobates chalcopis
Allobates chalcopis е вид земноводно от семейство Aromobatidae. Видът е световно застрашен, със статут Уязвим.

## Разпространение
Разпространен е в Мартиника.

## Описание
Популацията на вида е стабилна.